# Saint-Pé-de-Bigorre
Saint-Pé-de-Bigorre is een gemeente in het Franse departement Hautes-Pyrénées (regio Occitanie). De plaats maakt deel uit van het arrondissement Argelès-Gazost. Saint-Pé-de-Bigorre telde op 1 januari 2022 1.150 inwoners.

## Geografie
De oppervlakte van Saint-Pé-de-Bigorre bedroeg op 1 januari 2022 43,44 vierkante kilometer; de bevolkingsdichtheid was toen 26,5 inwoners per km².

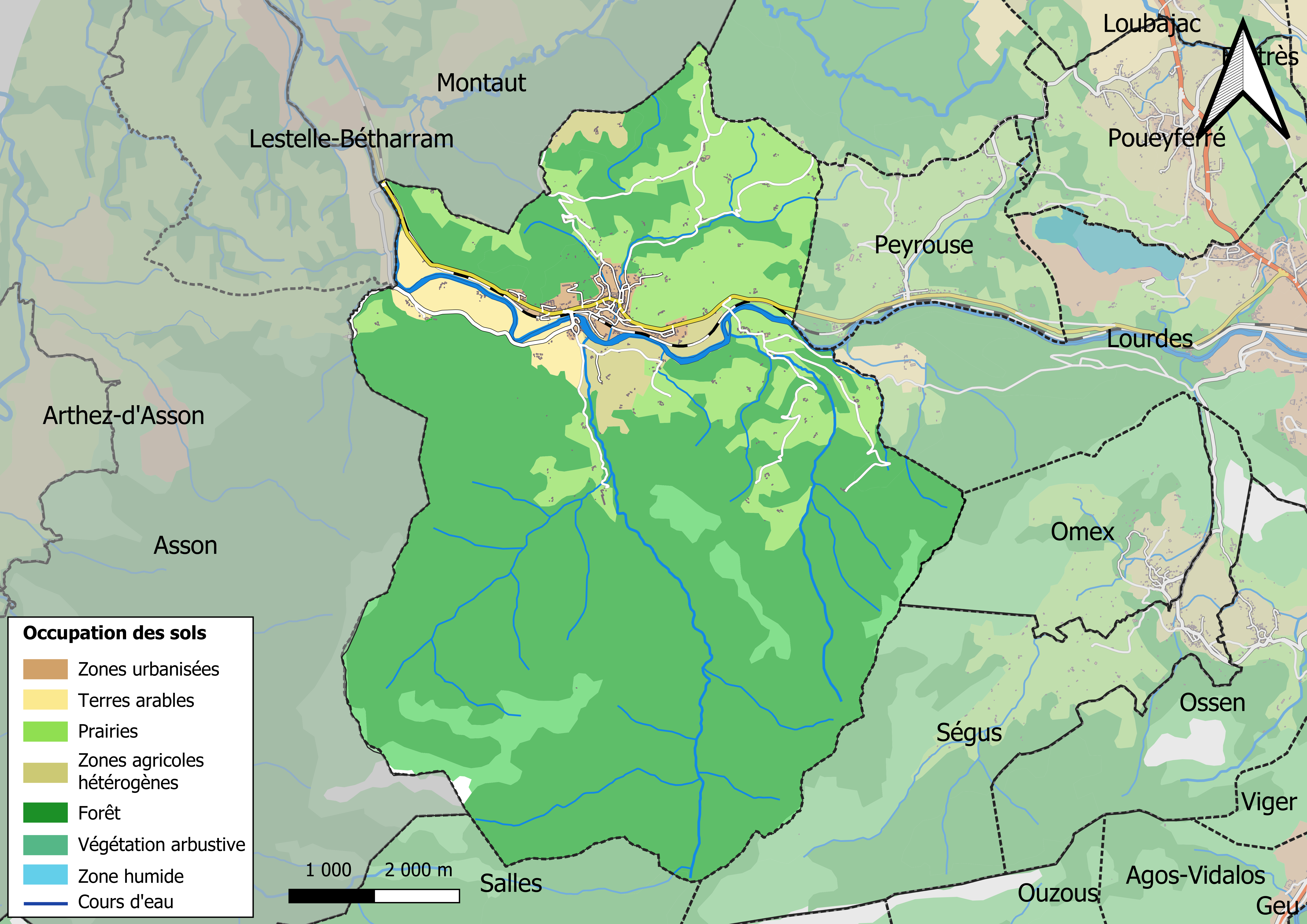
Kaart van de gemeente met belangrijkste infrastructuur, bodemgebruik en omliggende gemeenten

## Demografie
Onderstaande figuur toont het verloop van het inwonertal (bron: INSEE-tellingen).

## Afbeeldingen

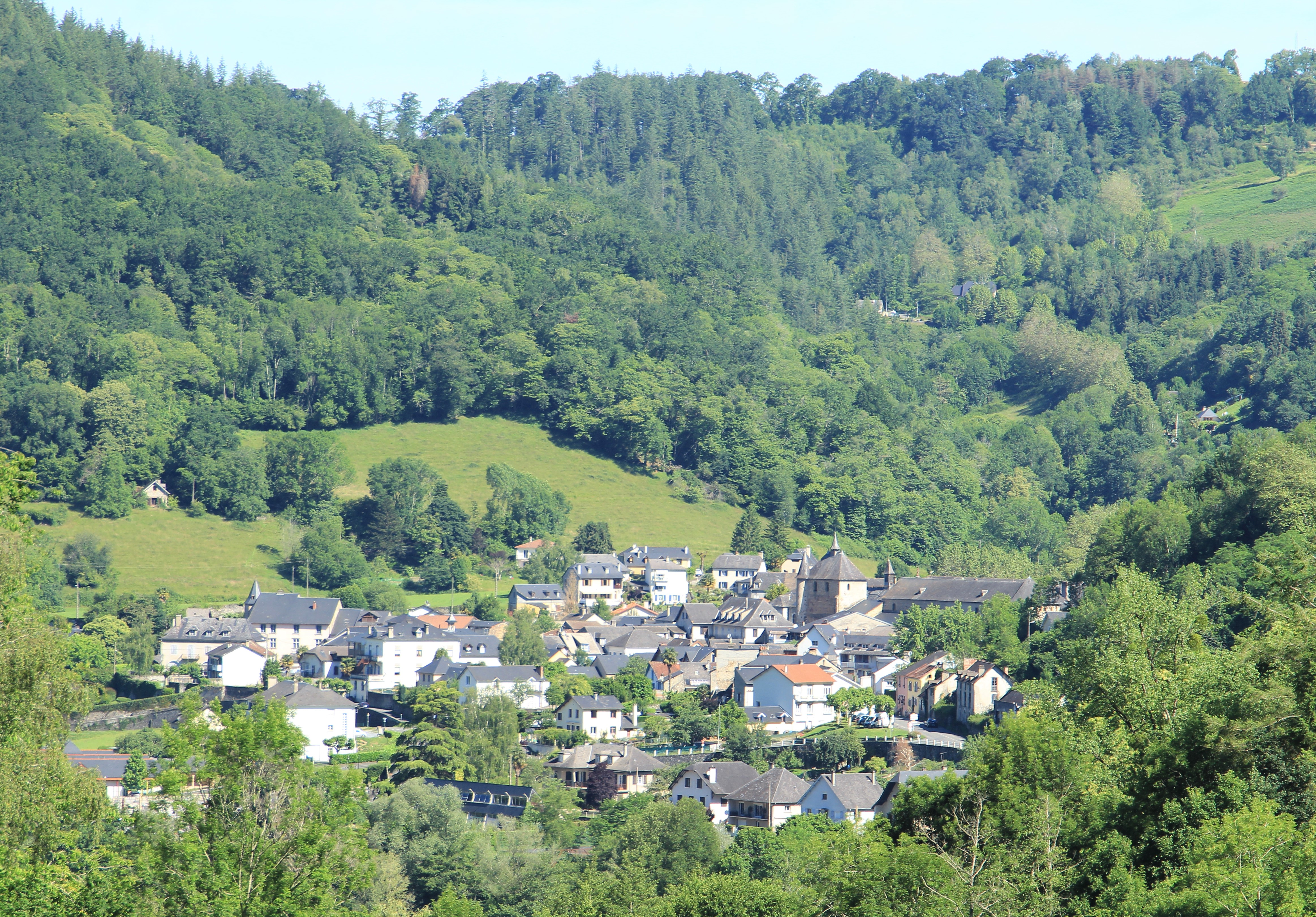
Gezicht op Saint-Pé-de-Bigorre
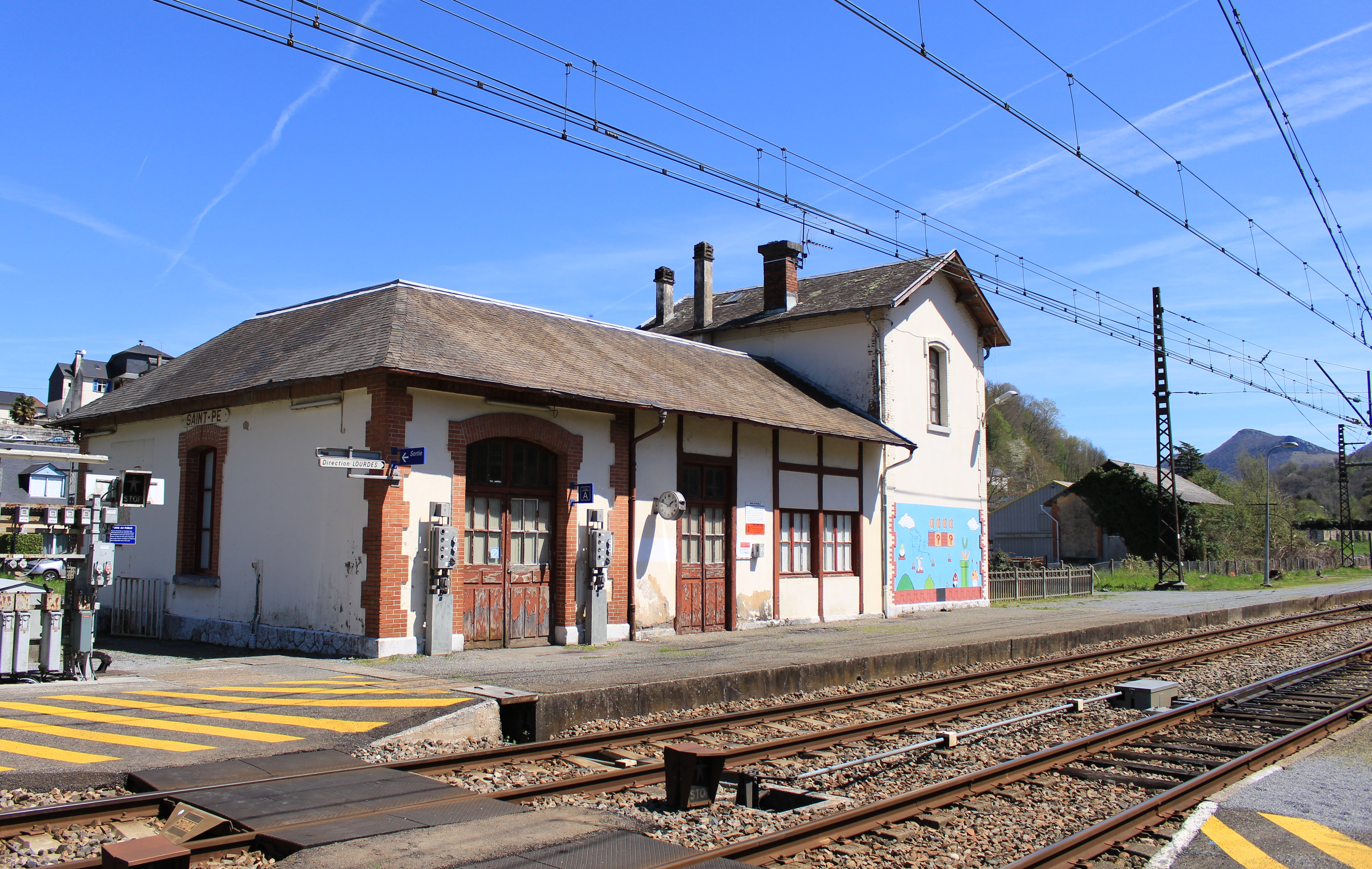
Station
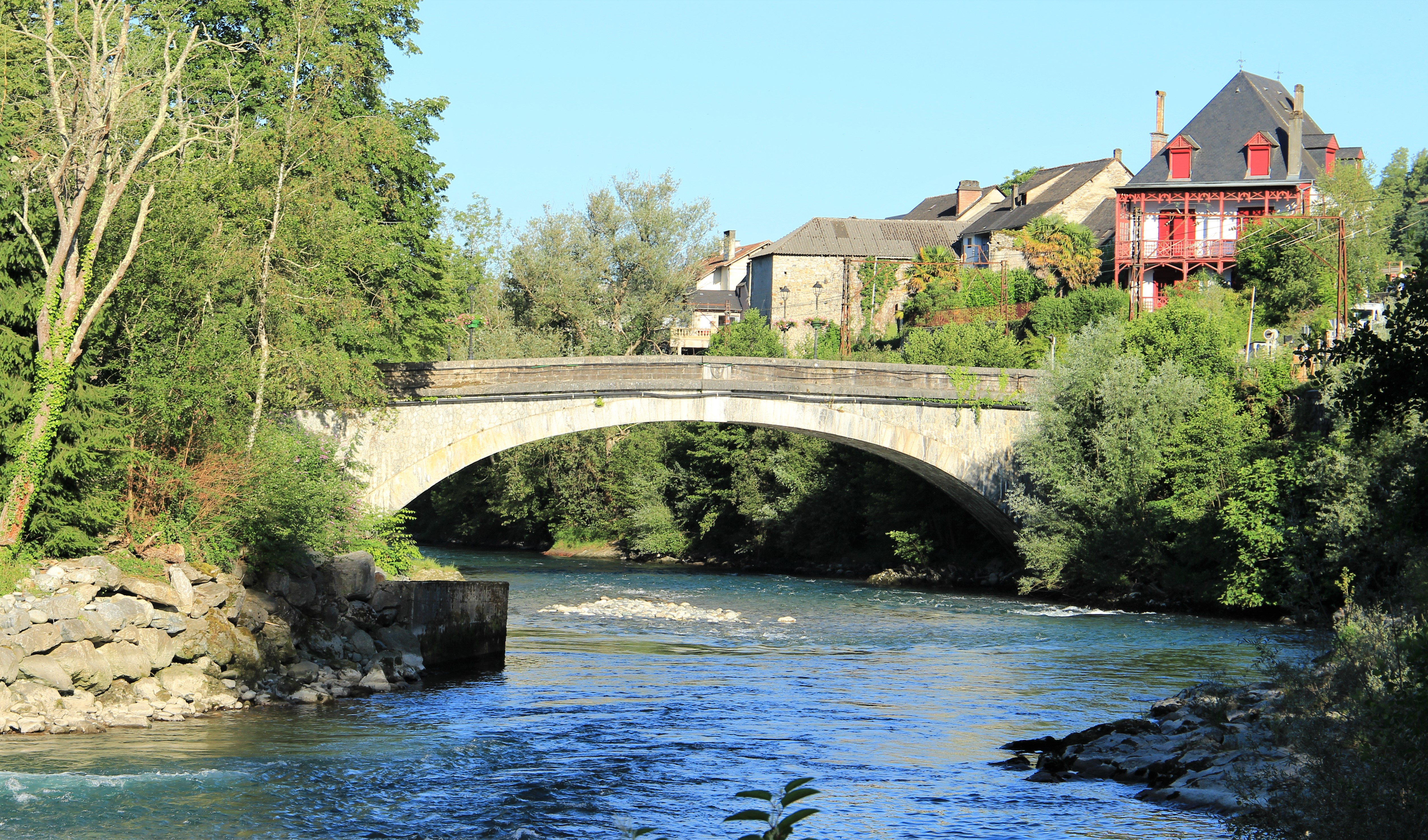
Brug over de Gave de Pau